# Mioawateria extensaeformis
Mioawateria extensaeformis é uma espécie de gastrópode do gênero Mioawateria, pertencente a família Raphitomidae.